# Guadalupe (El Salvador)
Guadalupe é um município localizado no departamento de San Vicente, em El Salvador.